# الویرا زیاستینوا
الویرا زیاستینوا (روسی: Эльвира Ринатовна Зиястинова؛ زادهٔ ۱۳ فوریهٔ ۱۹۹۱) بازیکن فوتبال اهل روسیه است.
وی همچنین در تیم ملی فوتبال زنان روسیه بازی کرده‌است.
وی در مسابقات کشوری و بین‌المللی در مجموع برندهٔ ۱ مدال برنز شده‌است.